# Caama
A caama (Alcelaphus buselaphus caama) é um antílope encontrado na porção sul do continente africano. Antigamente, a caama constituía uma espécie própria, chamada Alcelaphus caama, separada das demais variedades de Alcelaphus buselaphus. Recentemente, porém, foi reavaliada e reclassificada como uma subespécie daquela.
A caama é considerada uma espécie em proteção em Angola.